# Georges Michel
Georges Michel (29 april 1898 te Halle – 10 juni 1928, plaats van overlijden onbekend) was een Belgisch voetballer die speelde als aanvaller. Hij speelde 10 interlandwedstrijden met het Belgisch voetbalelftal. Michel is een van de weinige Belgische internationals die nooit in de Eerste klasse gespeeld heeft.

## Loopbaan
Door de Eerste Wereldoorlog duurde het tot bij de hervatting van de voetbalcompetitie in 1919 vooraleer Michel zijn debuut als aanvaller maakte in het eerste elftal van toenmalig Tweedeklasser Leopold CB. Ondanks het feit dat de ploeg in de middenmoot eindigde van de rangschikking viel Michel op door het gemak waarmee hij doelpunten scoorde. Na afloop van zijn eerste seizoen bij Leopold CB was hij topschutter van Tweede klasse met 26 doelpunten
Ondertussen was Michel eveneens opgeroepen voor het Belgisch voetbalelftal waarmee hij tussen 1919 en 1922 tien wedstrijden speelde. Hij scoorde in totaal drie doelpunten: in 1919 in de thuiswedstrijd tegen Frankrijk, in 1922 in de uitwedstrijd in Frankrijk en in de thuiswedstrijd tegen Nederland. Michel zat eveneens in de voorselectie van de ploeg die naar de Olympische Zomerspelen 1920 in Antwerpen werd gezonden maar hij speelde er geen wedstrijden.
Georges Michel werd ook in het derde seizoen topschutter met 19 doelpunten.
In tweede klasse speelde Georges 50 wedstrijden in drie seizoenen en scoorde 60 doelpunten. Net als zijn broer Paul stopten beiden al in 1922, de oudste Jules speelde nog tot 1926 toen Leopold CB naar de derde klasse degradeerde.
Georges verongelukte met zijn auto in juni 1928 en was op slag dood.